# Semen Palej
Semen Palej lub Palij, właściwie Semen Pyłypowycz Hurko (ukr.  Семен Пилипович Гурко, ur. ok. 1640 w Borznie, zm. między 24 stycznia a 13 maja 1710 w Monasterze Międzygórskim) – kozacki pułkownik fastowski, przywódca powstania kozaków i chłopów na Ukrainie.
Oscylując między Rzecząpospolitą a Rosją dążył do uzyskania największych korzyści materialnych i godności hetmana. Jeden z przywódców powstania na Ukrainie Prawobrzeżnej w latach 1702-1704. Uzyskał w nim poparcie poety Daniela Bratkowskiego. W lipcu 1704 aresztowany przez Iwana Mazepę, hetmana lewobrzeżnego Hetmanatu podporządkowanego Moskwie, przez rok więziony w twierdzy w Baturynie, następnie na żądanie Piotra I przekazany do Moskwy, zesłany do Tobolska.
Po przejściu Mazepy na stronę szwedzką uwolniony; brał udział w bitwie pod Połtawą.